# Лаврак
Лаврак, також лаврак звичайний, морський окунь європейський, сибас (лат. Dicentrarchus labrax) — океанічна риба, що іноді заходить до солонуватих і прісних вод, належить до родини Моронових (лат. Moronidae). Один з 2-х видів роду Dicentrarchus, єдиний вид роду у фауні України. Лаврак занесений до Червоної книги України. Природохоронний статус «Неоцінений».

## Характеристика

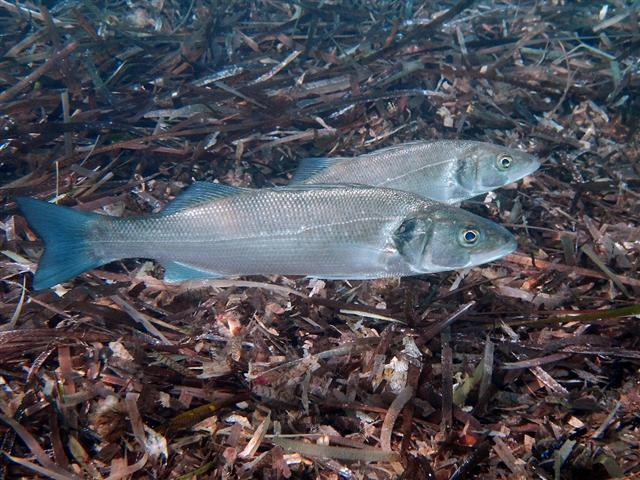
Лаврак біля острова Менорка, Каталонія

Сягає довжини 103 см, зазвичай — до 50 см, і вагою до 12 кг. Тіло стиснуте з боків, вкрите циклоїдною лускою. Бічна лінія добре виражена, майже сягає заднього краю хвостового плавця. Промені першого спинного плавця колючі. На нижньому краї передкришкової кістки є 4–6 шипів, направлених вперед. Вздовж середини язика зуби розташовані смугою. Спина зеленувато-сіра, боки сріблясті, черево сріблясто-біле, на зябровій кришці розташована темна пляма. Молодь має темніше забарвлення.

## Ареал
Поширені у східній Атлантиці від Норвегії до Марокко, також біля Канарських островів і Сенегалу. Зустрічається у Середземному і Чорному морях. У Чорному морі достатньо рідкісний, поодиноко зустрічається вздовж берегів Криму біля Севастополя, Кара-Дагу, у Керченській протоці.

## Біологія
Морська / солонуватоводна, океанодромна риба, субтропічна риба, що населяє прибережні мілини 10–100 м глибиною. Також населяє приморські солоні озера, лимани, рідко заходить у гирла річок. Пересувається між морями невеличкими групами.
Живиться переважно сардиною, також споживає бентичних ракоподібних. Нерестує літом і восени. Ікра пелагічна.

## Господарське значення

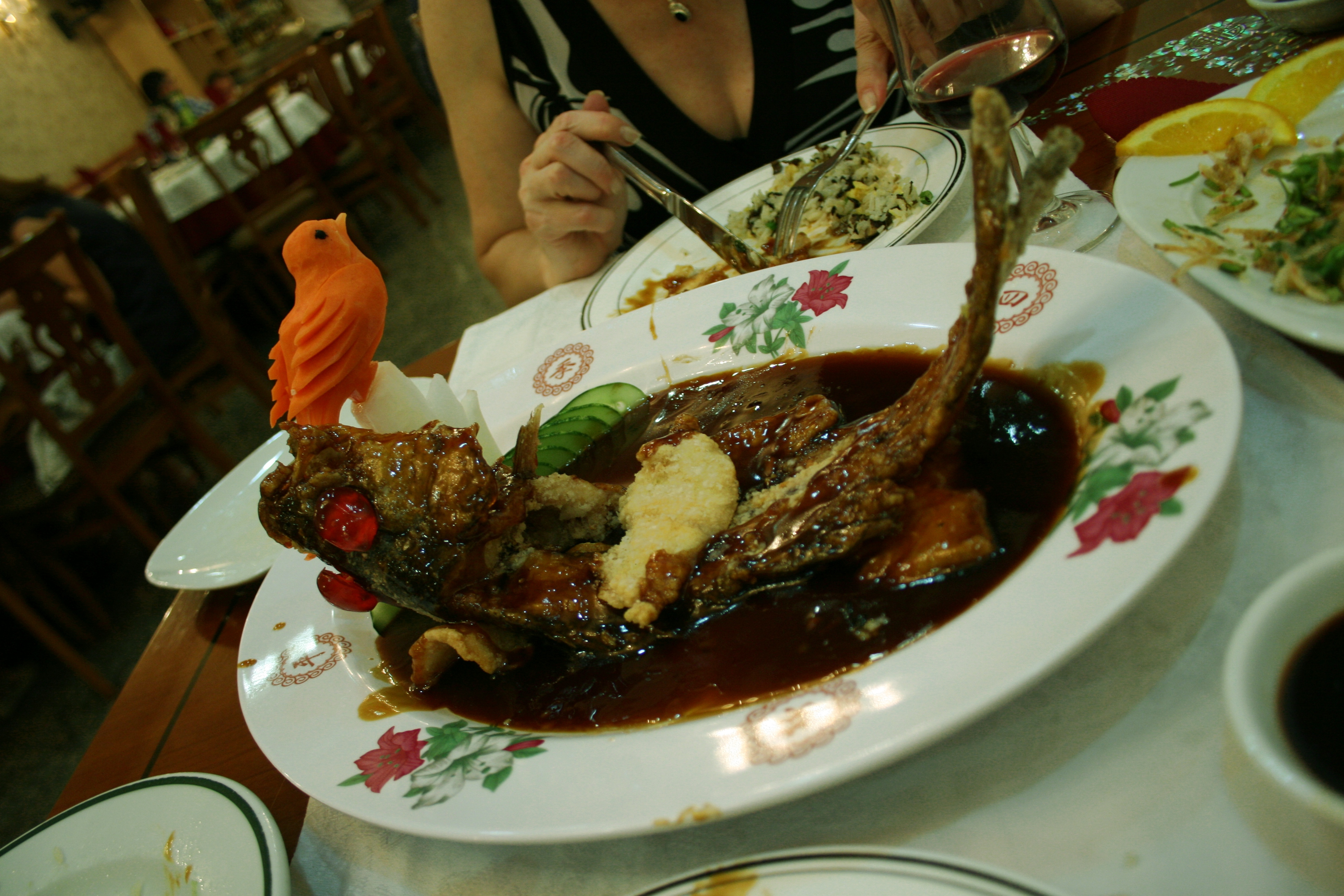
Смажений сибас в ресторані

Важливий промисловий об'єкт. Є частиною традиційної каталонської кухні, популярним об'єктом марикультури в Каталоної і взагалі у Середземномор'ї.